# Samsung SGH-Z370
Samsung Z370 – telefon komórkowy 2.5G firmy Samsung.

## Dane główne
- Kolory: czarny, srebrny, fiolet
- Czas czuwania: 240 h
- Czas rozmowy: 225 min

## Transmisja danych
- GPRS Class 10 (4+1/3+2 slots), 32 – 48 kbps
- EDGE
- 3G 384 kbps
- USB v1.1
- Bluetooth v 1.2

## Wiadomości
- SMS
- MMS
- E-mail

## Dzwonki
- polifoniczne
- MP3

## Wyposażenie dodatkowe
- MP3
- Wideo
- Przeglądarka Web
- Java
- Alarm wibracyjny
- Powtarzanie numeru
- Odpowiedź dowolnym klawiszem
- Połączenia konferencyjne
- Transmisja faksów
- Przekierowanie połączeń
- Zawieszenie rozmowy
- Dyktafon
- Modem
- Wybieranie głosowe
- Zegar
- Budzik
- Data
- Kalkulator
- Profile